# 格利澤3146
格利泽3146是一顆位於白羊座附近的紅矮星，距離地球約29.6光年。